# Virgo’s Groove

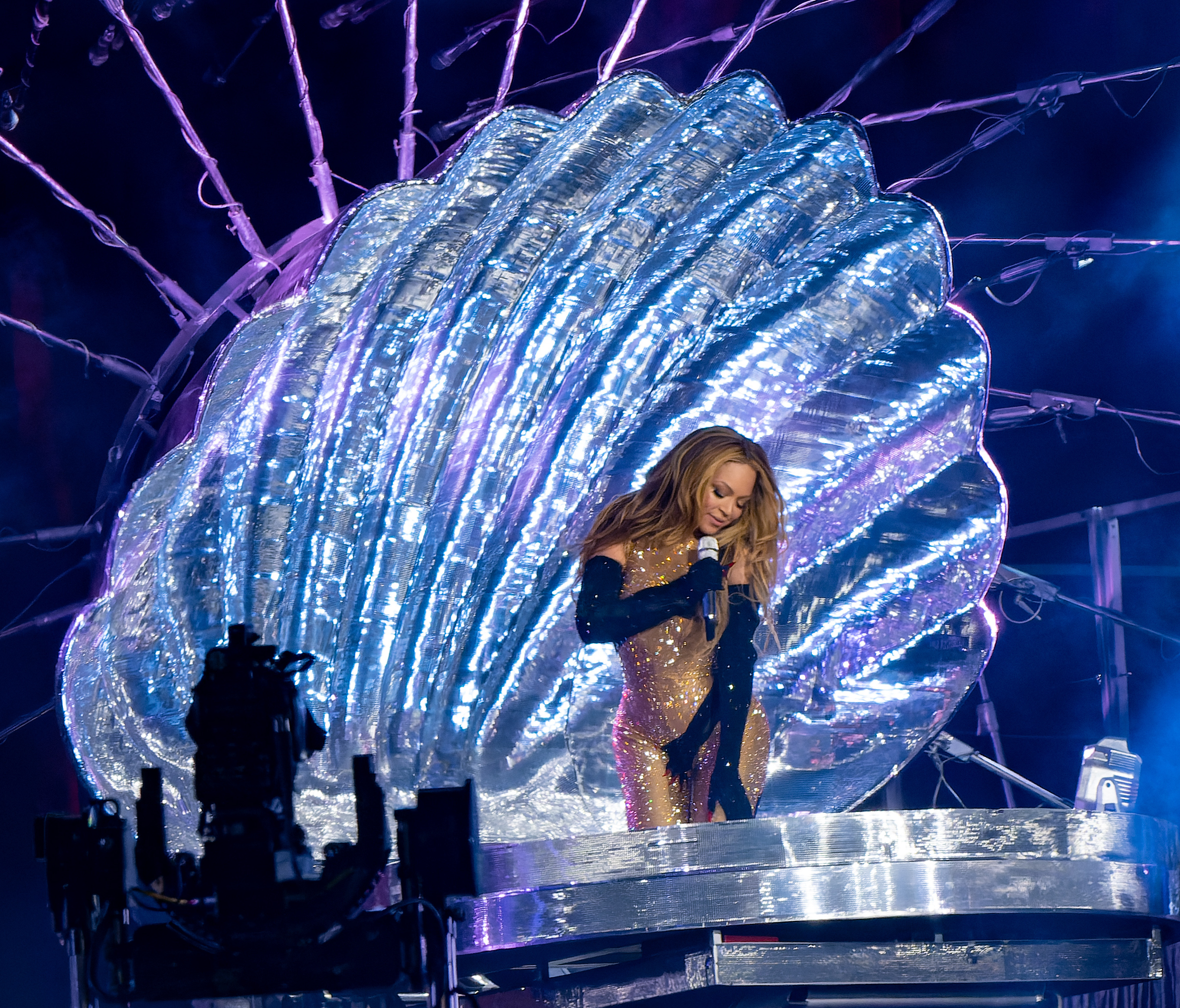
Бейонсе исполняет песню «Virgo’s Groove» в рамках мирового турне Renaissance World Tour в 2023 году

«Virgo’s Groove»  — песня американской певицы и автора песен Бейонсе из её седьмого студийного альбома Renaissance, вышедшего 29 июля 2022 года с помощью компании Parkwood Entertainment и лейбла Columbia. Песня была отправлена на итальянские радиостанции в качестве четвёртого и последнего сингла альбома 2 июня 2023 года. «Virgo’s Groove» была номинирована на 65-й ежегодной премии «Грэмми» в категории «Лучшее R&B исполнение».

## Предыстория и композиция
Когда мы работаем вместе, мы как бы приходим с фантазией о хаусе, фанке, R&B и джазе, слитых воедино. Фоновый вокал и басовая линия — это то, что для меня является фирменным знаком. В «Virgo’s Groove» вы можете услышать нас в гармонии и в басовой линии. Процесс там очень специфический. Би проделывает действительно сумасшедшую работу, чтобы убедиться, что все сосредоточены на правильных вещах.
— Левен Кали про "Virgo's Groove"
«Virgo’s Groove», названная в честь астрологического знака Бейонсе, — это песня в стиле диско-фанк продолжительностью шесть минут и восемь секунд, что делает её самой длинной в альбоме. В интервью Billboard в начале 2023 года автор песни Джослин Дональд рассказала, что песня начиналась как «хьюстонская R&B» — демо, которое она написала в соавторстве с балтиморским рэпером Тейтом Кобангом почти четыре года назад под названием «Right Here, Right Now», а затем была превращена из «отличной песни в шедевр». В интервью Variety автор песни Левен Кали вспоминал, что процесс работы над «Virgo’s Groove» занял «от двух до трёх лет» и «невероятно совместный процесс», чтобы связать песню со всем проектом. Кали также объясняет, что в создании звука и настроя песни помогла Бейонсе, которая «думала об определённом типе энергии, определённом звуке, и мы тоже думали в этом направлении, так что все было очень органично» и перетекало в темы и звуки «Северная звезда, фанк, позитив, любовь, танцы и грув-музыка».

## Отзывы
Песня «Virgo’s Groove» была высоко оценена музыкальными критиками, многие из них назвали её лучшей в альбоме, особенно высоко оценив модуляцию голоса Бейонсе.
После выхода родительского для этой песни альбома Эрик Торрес из Pitchfork написал на песню собственную рецензию и похвалил её, присвоив ей звание «Лучший новый трек». В своей рецензии он назвал песню «вершиной» альбома, похвалив её продюсирование, а также похвалив Бейонсе за то, что в треке она дала себе волю и продемонстрировала свой голос. Billboard назвал «Virgo’s Groove» третьей лучшей песней альбома, написав, что в ней «вы получаете все нюансы голоса Бейонсе в одном колоссе» и что способность певицы управлять своим голосом «действительно впечатляет».
Уэсли Моррис из The New York Times заявил, что это «самая сочная» по звучанию песня, которую когда-либо записывала Бейонсе. Крейг Дженкинс из Vulture сказал, что песня представляет собой «мускулистое обновление» пост-диско.

### Итоговые списки
| Публикация           | Список                        | Ранг | Ссылка |
| -------------------- | ----------------------------- | ---- | ------ |
| The Guardian         | The 20 Best Songs of 2022     | 7    | [ 11 ] |
| i-D                  | The 100 Best Songs of 2022    | 3    | [ 12 ] |
| Spin                 | The 50 Best Songs of the Year | 5    | [ 13 ] |
| The Line of Best Fit | The 50 Best Songs of the Year | 31   | [ 14 ] |

## Награды и номинации
| Год  | Церемония     | Награда                                  | Результат | Ссылка |
| ---- | ------------- | ---------------------------------------- | --------- | ------ |
| 2023 | Grammy Awards | Премия «Грэмми» за лучшее R&B-исполнение | Номинация | [ 2 ]  |

## Живое выступление
Бейонсе впервые исполнила песню «Virgo’s Groove» в рамках тура Renaissance World Tour (2023), премьера которого состоялась в Стокгольме (Швеция). Выступление сопровождалось интерлюдией под руководством хора, после чего Бейонсе предстала перед зрителями в раковине моллюска и в мерцающем золотом купальнике Loewe, отсылающем к картине «Рождение Венеры» Сандро Боттичелли. В некоторые дни тура она надевала серебряный вариант этого наряда, а также красный. В середине выступления Бейонсе переключается на песню «Naughty Girl» и проходит по раковине, чтобы исполнить хореографию, а затем возвращается к «Virgo’s Groove» для аутро. В завершение песни она исполняет фрагменты нескольких R&B-песен из своей дискографии: «Say My Name», «Be With You», «Signs», «Speechless», «Cater 2 U», «Dance for You» и Rocket».

## Чарты
| Чарт (2022)                             | Высшая позиция |
| --------------------------------------- | -------------- |
| Канада (Billboard Canadian Hot 100)     | 65             |
| Франция (SNEP)                          | 176            |
| Мир (Billboard Global 200)              | 46             |
| Великобритания (OCC UK Audio Streaming) | 61             |
| США (Billboard Hot 100)                 | 43             |
| США (Billboard Hot R&B/Hip-Hop Songs)   | 17             |

## Сертификации
| Регион                                                                      | Сертификация | Продажи |
| --------------------------------------------------------------------------- | ------------ | ------- |
| Бразилия (ABPD)                                                             | Платиновый   | 40 000  |
| Данные о продажах + прослушиваниях приведены только на основе сертификации. |              |         |

## История релиза
| Регион | Дата        | Формат       | Лейбл | Ссылка |
| ------ | ----------- | ------------ | ----- | ------ |
| Италия | 2 июля 2023 | Радиоротация | Sony  | [ 1 ]  |